# Raión de Myjáilivka
Myjáilivka (en ucraniano: Михайлівський район) es un raión o distrito de Ucrania en el óblast de Zaporiyia. 
Comprende una superficie de 1067 km².
La capital es la ciudad de Mykhailivka.

## Demografía
Según estimación de 2010 contaba con una población total de 33.079 habitantes.

## Otros datos
El código KOATUU es 2323300000. El código postal 72000 y el prefijo telefónico +380 6132.